# Troféu Internet de 2013
O Troféu Internet de 2013, que premiou os melhores artistas da televisão e da música brasileira do ano de 2012, foi apresentada por Silvio Santos durante a 52ª edição]do Troféu Imprensa, transmitida pelo SBT em 28 de abril de 2013.
A atriz Larissa Manoela que ganhou o prêmio na categoria "Revelação do Ano" foi receber seu prêmio em 2014.

## Vencedores
| Melhor Programa de Entrevistas                 | Melhor Programa de Auditório                       |
| ---------------------------------------------- | -------------------------------------------------- |
| De Frente com Gabi                             | Programa Silvio Santos                             |
| Melhor Programa Infantil                       | Melhor Programa Humorístico                        |
| Bom Dia & Cia                                  | Pânico na Band                                     |
| Melhor Programa Jornalístico                   | Melhor Telejornal                                  |
| Conexão Repórter                               | Jornal Nacional                                    |
| Melhor Animador / Apresentador                 | Melhor Animadora / Apresentadora                   |
| Silvio Santos                                  | Eliana                                             |
| Revelação do Ano                               | Melhor Novela                                      |
| Larissa Manoela                                | Avenida Brasil                                     |
| Melhor Ator                                    | Melhor Atriz                                       |
| Murilo Benício (como Tufão, de Avenida Brasil) | Adriana Esteves (como Carminha, de Avenida Brasil) |
| Melhor Cantor                                  | Melhor Cantora                                     |
| Gusttavo Lima                                  | Paula Fernandes                                    |
| Melhor Música                                  | Melhor Comercial                                   |
| "Esse Cara Sou Eu" - Roberto Carlos            | Skol                                               |